# Kugelpanzer

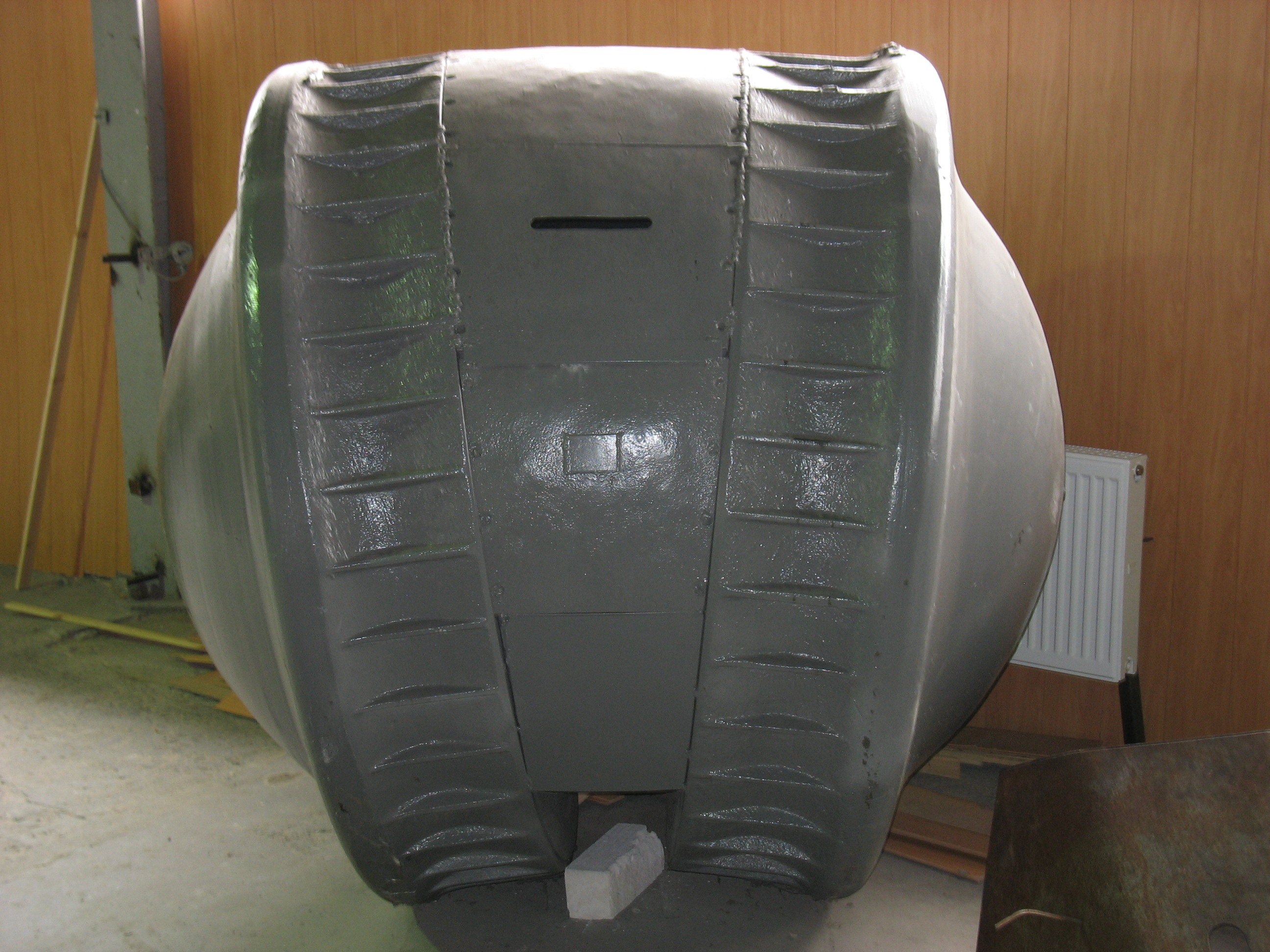
Le Kugelpanzer exposé au musée de Blindés de Koubinka.

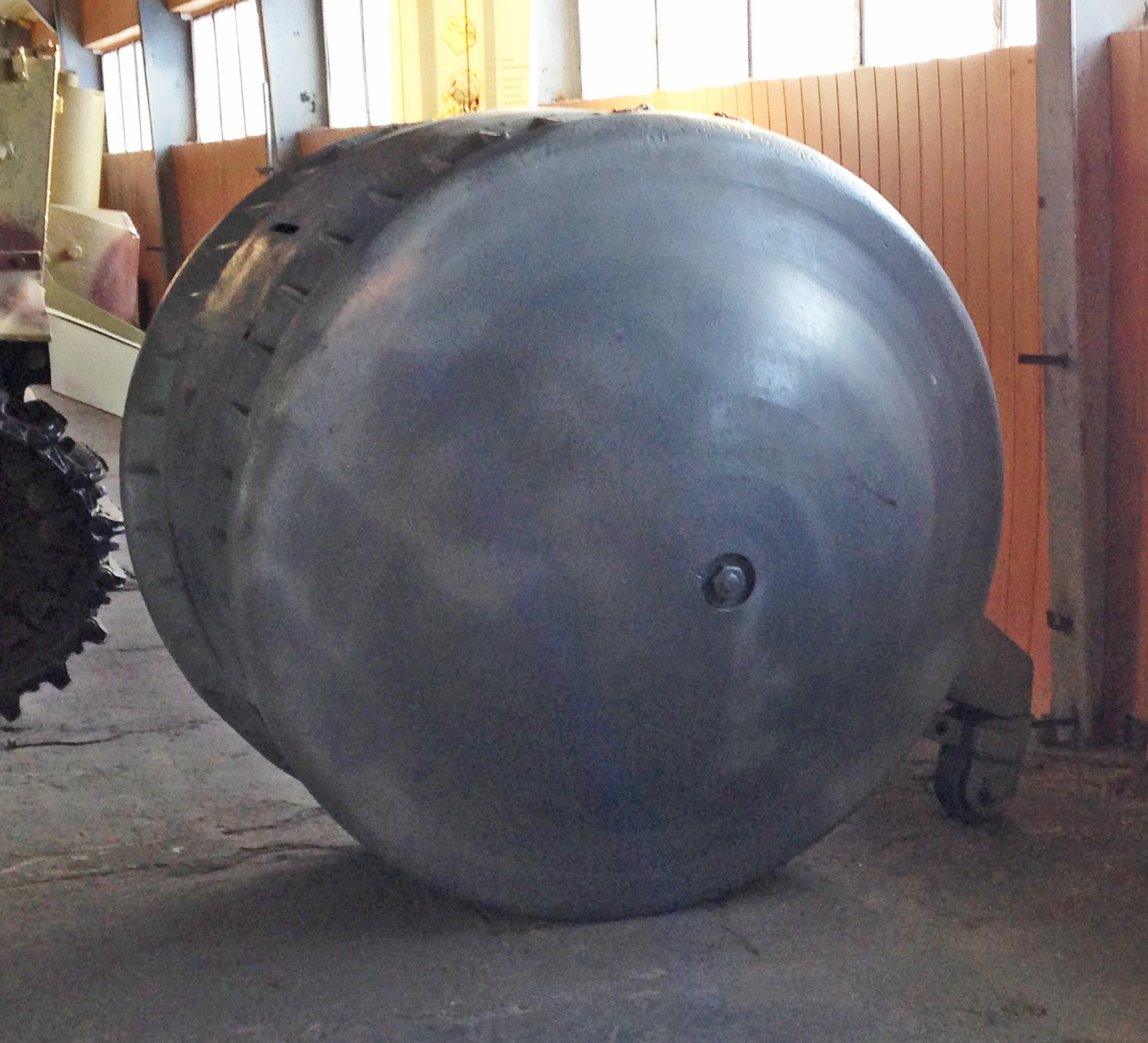
Le Kugelpanzer vu de profil.

Le Kugelpanzer (littéralement le « blindé-boule ») est un véhicule blindé autonome construit par l'Allemagne nazie pendant la Seconde Guerre mondiale. L'histoire du véhicule est pratiquement inconnue, mis à part le fait qu'au moins un exemplaire a été exporté vers l'empire du Japon et utilisé par l'armée du Guandong. La machine reste un mystère en raison du manque de documents et du caractère incomplet du seul modèle survivant.

## Exemplaire survivant
Un seul exemplaire du Kugelpanzer existe encore aujourd'hui. Il a été capturé par l'Armée rouge en Mandchourie lors de l'offensive d'août et est exposé dans la collection de véhicules blindés allemands du musée des Blindés de Koubinka à Moscou, où il est simplement décrit comme « pièce n° 37 ». Il n’y a aucune trace de son utilisation au combat,. Cependant, un autre rapport indique qu'il a été capturé au terrain d'essai de Kummersdorf, avec le célèbre char super-lourd Maus,. Le véhicule a été modifié après sa capture, repeint et son groupe motopropulseur déposé. En 2000, la peinture originale a été restaurée.

## Théories sur le véhicule
Seuls cinq points semblent certains sur la base du seul spécimen connu :
- Il s'agit d'un véhicule de fabrication allemande qui a été expédié au Japon.
- Il était utilisé comme véhicule léger de reconnaissance.
- Elle fut capturée par les troupes soviétiques en 1945, vraisemblablement en Mandchourie.
- La blindage externe n’a que cinq millimètres d’épaisseur.
- Le véhicule était propulsé par un moteur de moto monocylindre à deux temps.

Il n'y a que des conjectures sur le but du Kugelpanzer. Les croyances les plus courantes sont qu'il était destiné à être un poseur de câbles, un observateur d'artillerie ou un véhicule de reconnaissance. On ne sait pas s'il s'agit d'une conception d'avant-guerre, du début de la guerre ou d'une conception de la fin de la guerre. L'idée derrière un projet d'avant-guerre plaide en faveur d'une arme de soutien à l'infanterie capable de traverser un environnement de type no man's land, similaire à celui de la Première Guerre mondiale. Le Kugelpanzer fournirait cet appui-feu avec une seule mitrailleuse. Son blindage est mince et résisterait au tir d'armes portatives, mais serait pénétré par n'importe quelle arme plus grosse qu'un fusil antichar.
On ne peut déduire la fonctionnalité du véhicule qu’en fonction de son extérieur. Il semble qu'il s'agisse d'un char de reconnaissance autonome, équipé d'un mur extérieur blindé et d'une fente d'observation. L'unité était probablement située en dessous ou derrière le conducteur. À l'arrière se trouve une roue orientable pour déplacer le centre de gravité derrière l'axe des deux roues de chenille et pour soutenir les mouvements de rotation effectués avec les roues de chenille. En fonctionnement stationnaire, le char pourrait probablement servir de refuge blindé ou de bunker de fortune. Sur la base des images disponibles, il n'est pas possible de déterminer s'il y avait une ouverture sous la fente d'observation permettant l'utilisation d'armes à feu depuis l'intérieur du véhicule blindé.

## Véhicules similaires
Bien qu'il ne soit pas immédiatement équivalent, un précurseur possible du Kugelpanzer était un char d'un seul homme de la Première Guerre mondiale connu en France sous le nom de « bouclier roulant ». Un article de 1936 dans Popular Science décrivait la conception d'un inventeur texan pour un véhicule blindé sphérique surnommé le « tumbleweed tank » (« char roulant pour plante »). Il était considérablement plus grand que le Kugelpanzer, offrant de l'espace pour trois personnes et trois mitrailleuses, ainsi que des moteurs et autres équipements nécessaires.